# Atentado de Kabul de junio de 2017
El atentado de Kabul de junio de 2017 fue un ataque suicida perpetrado el 15 de junio a las 3:00 p. m. (hora local) en una mezquita de la zona metropolitana de Kabul, en Afganistán. El ataque fue realizado contra una mezquita en donde se encontraban fieles de la rama chií celebrando el Ramadán. Según la policía los atacantes eran dos y tenían previsto autoinmolarse en el centro del edificio religioso pero al verse descubiertos decidieron hacerlo en la cocina, donde uno fue abatido y el otro consiguió su objetivo, dejando como saldo a ocho personas muertas, incluidos los dos atacantes. Los líderes de la mezquita que se encontraban en el lugar dijeron haber escuchado disparos. El mayor sospechoso del atentado es la organización terrorista Estado Islámico de la cual también se sospechaba ser la responsable del atentado de mayo.

## Reacciones
- — El portavoz del ministro del interior Najib Danish condenó el ataque a través de la red social Twitter y avisó que las fuerzas de seguridad ya fueron mandadas al lugar del ataque.[5]
- — El primer ministro Abdullah Abdullah condenó el ataque. «Atacar fieles musulmanes en una mezquita durante el mes sagrado del Ramadán va contra la fe, la religión y las creencias. Condeno este acto enemigo». Además calificó de «valientes» a las Fuerzas Armadas de Afganistán por su labor.[6]
- — El grupo insurgente de los talibanes negó ser el perpetrador del ataque: «Solo el Estado Islámico ataca mezquitas y a nuestros hermanos chiíes».[7]